# Anserinae
Anserinae é uma subfamília da famíla Anatidae. Compreende os cisnes e os gansos verdadeiros.

## Taxonomia
- Subfamília Anserinae
  - Tribo Cereopsini(a)
    - Gênero Cereopsis Latham, 1802
    - Gênero †Cnemiornis(b) Owen, 1866

  - Tribo Anserini
    - Gênero Anser Brisson, 1760
    - Gênero Chen(c) Boie, 1822
    - Gênero Branta Scopoli, 1769

  - Tribo Cygnini
    - Gênero Cygnus Bechstein, 1803

  - Tribo incertae sedis
    - Gênero Coscoroba(d) Reichenbach, 1853